# McHenry, Illinois
McHenry är en stad (city) i McHenry County, i delstaten Illinois, USA. Enligt United States Census Bureau har staden en folkmängd på 27 010 invånare (2011) och en landarea på 38,2 km².